# Veine infra-orbitaire
La veine infra-orbitaire est une veine du visage se formant par convergence de plusieurs affluents.
Accompagnée de l'artère infra-orbitaire et du nerf infra-orbitaire, elle passe en arrière par le foramen infra-orbitaire, traverse le canal infra-orbitaire et suit le sillon infra-orbitaire.
Elle se déverse dans le plexus veineux ptérygoïdien après être passée par la fissure orbitaire inférieure.
Elle reçoit des affluents de structures proches du plancher de l'orbite et communique avec la veine ophtalmique inférieure.